# Милан Јешић Ибра
Милан Јешић Ибра (Доњи Петровци, код Руме, 11. октобар 1914 — Београд, 16. октобар 1986) био је учесник Народноослободилачке борбе, пуковник ЈНА, друштвено-политички радник САП Војводине и СР Србије и народни херој Југославије.

## Биографија
Рођен је 11. октобра 1914. године у селу Доњим Петровцима, код Руме, у сељачкој породици. До 1941. године бавио се земљорадњом.
Капитулација Краљевине Југославије затекла га је као резервног поднаредника. Немци су га заробили и затворили у логор на Бањици. Међутим, убрзо је успео да побегне. Вратио се у родно село, где је успоставио везу са друговима који су већ радили на организацији устанка. У новембру 1941. положио је партизанску заклетву, у кући предратног комунисте Саве Опарушића Брице. Радио је илегално и мобилисао масе за приступање Народноослободилачком покрету (НОП).
Крајем марта 1942. избегао је немачку мобилизацију за одлазак на рад у Немачку. Политички је припремио групу својих мештана и дао им везу за одлазак у партизанске јединице на Фрушкој гори.
Због сталних потера непријатеља, био је принуђен да напусти илегални рад и 27. марта 1942. постао је борац Фрушкогорског партизанског одреда. Активно је учествовао у свим акцијама које је Одред водио против окупатора. У Комунистичку партију Југославије (КПЈ) је примљен 10. маја 1942. године. Убрзо је постао командир вода у Четвртој чети Првог сремског одреда.
Дванаестог јула 1942. са тринаесторицом бораца, по задатку КПЈ, отишао је у јужни део Срема, у Посавину, где је радио на организацији партизанских група, које су вршиле саботаже на житним пољима. Када је 31. јула 1942. формиран Посавски одред, Ибро је ушао у његов састав, где је 21. октобра 1942. постао командир чете. Одред је у јесен 1942, као посебан батаљон, ушао у састав Шесте источнобосанске ударне бригаде и пребачен је у Босну. Истакао се у свим акцијама које је бригада водила против окупатора и домаћих квислинга, и као борац и као руководилац.
Од фебруара до септембра 1943. године, био је на дужностима командира чете и команданта батаљона у Другој војвођанској бригади, а од септембра 1943. до јула 1944. био је заменик и вршилац дужности команданта Прве војвођанске бригаде. Истакао се у борбама против непријатеља код Ораховице, Чачинаца, Славонског Шамца, код Сребренице, Власенице, на Мајевици, Семберији и у Срему.
У јулу 1944. постављен је за команданта Седме војвођанске ударне бригаде, на којој дужности је остао до краја рата. Бригада се под његовом командом истакла у борбама против Немаца код Илока и при форсирању Дунава код Батине. У марту 1945. године бригада је учествовала у Болманској бици.
За успехе у борбама бригада је, с Ибром на челу, похваљена 1. децембра 1944. од Врховног команданта Јосипа Броза Тита. Бригада је у завршним операцијама за ослобођење Југославије, са другим јединицама Југословенске армије (ЈА), на аустријско-југословенској граници пресекла одступницу непријатељу, спречила му некажњено извлачење и омогућила заробљавање јаких непријатељских снага. Након Јешићевог писменог рапорта 15. маја 1945. године да на територији Југославије више нема непријатељске војске, командант Треће армије ЈА Коста Нађ је известио Јосипа Броза Тита да је рат у Југославији завршен. Из рата је изашао са чином мајора.

### Послератни период
После рата, остао је у Југословенској народној армији (ЈНА), где је био командант пука и бригаде, а затим је радио у војно-територијалним органима. Завршио је Вишу војну академију ЈНА. Пензионисан је 1964. године у чину пуковника ЈНА.
Био је активан и у друштвено-политичким организацијама. Био је председник Покрајинског одбора резервних војних старешина Војводине, посланик Покрајинске скупштине Војводине, члан Покрајинског одбора и Председништва СУБНОР-а САП Војводине, члан Комисије Савезног одбора СУБНОР-а, делегат Координационог одбора за рад на народној одбрани Конференције ССРН Војводине и друго.
У браку са супругом Катарином—Катом Јешић (1914—1996) имао је двоје деце и четворо унучади.
Умро је 16. октобра 1986. године у Београду. Сахрањен је у Алеји народних хероја и истакнутих револуционара на новосадском Градском гробљу.

## Одликовања
Носилац је Партизанске споменице 1941. и других југословенских одликовања, међу којима су — Орден Републике са златним венцем, Орден партизанске звезде са сребрним венцем, Орден заслуга за народ са сребрним зрацима, Орден братства и јединства са сребрним венцем, Орден за војне заслуге са златним мачевима и Орден за храброст. Носила је и иностраних одликовања, међу којима је и бугарски Орден за храброст четвртог реда. Орденом народног хероја одликован је 26. септембра 1953. године.